# Йелена Бегович
Йелена Бегович (на сръбски: Јелена Беговић / Jelena Begović) е сръбска биоложка и политичка. От 26 октомври 2022 г. е министърка на науката, технологичното развитие и иновациите на Сърбия в правителството на Ана Бърнабич.

## Биография
Родена е през 1970 г. в град Белград, Социалистическа република Сърбия, СФРЮ. Семейството ѝ се премества за няколко години в Адис Абеба, Етиопия, след което се връща в Белград. Тя учи две години в Университета на Британска Колумбия в Канада, след което завършва Биологическия факултет на Белградския университет в катедрата по биохимия и молекулярна биология, като през 1998 г. получава бакалавърска степен, през 2002 г. магистърска степен, а през 2008 г. докторска степен. В своята област тя има множество публикации.
През 2014 г. става председател на Института по молекулярна генетика и генно инженерство към Белградския университет. През ранния период на пандемията от COVID-19 в Сърбия тя ръководи откриването на лабораторията „Огнено око“, която тества множество проби. В края на 2021 г. тя открива Центъра за секвениране и биоинформатика.

## Политическа дейност
На парламентарните избори в Сърбия през 2022 г. управляващата Сръбска прогресивна партия запазва квотата си в своята кандидатска листа „Заедно можем всичко“ за непартийни културни дейци и академици. Йелена Бегович е трета в списъка и е избрана за депутат в Народната скупщина. При свикването на парламента тя е назначена за член на комисията по правата на детето, заместник-член на Комисията по образованието, науката, технологичното развитие и информационното общество, и заместник-член на комисията по опазване на околната среда. На 3 август 2022 г. тя се отказва от депутатското си място в Народната скупщина.
При образуването на новото правителство на Сърбия на 26 октомври 2022 г. тя е назначена за министър на науката, технологичното развитие и иновациите.
През януари 2023 г. тя насърчава получателите на сръбския „Фонд за млади таланти, учещи в чужбина“, след обучението си да се връщат в Сърбия, за да допринасят за развитието на страната. През септември 2023 г. Общото събрание на ООН одобрява резолюция относно Международното десетилетие на науките за устойчиво развитие по инициатива на Йелена Бегович и сръбския премиер Ана Бърнабич. Това е първият път, когато Сърбия инициира и координира приемането на тематична резолюция в ООН откакто се е присъедина отново към институцията през 2000 г.
Йелена Бегович се присъединява към инициативата на сръбския президент Александър Вучич и Ана Бърнабич за стартирането на кампус „BIO4“ в Белград през декември 2023 г. Кампусът е предназначен да се превърне в център на биотехнологиите в Европа.